# Билећки добровољци
Билећки добровољци су били специјална јединица Војске Републике Српске, у саставу Херцеговачког корпуса и Невесињске бригаде.

## Историја
Јединицу Билећки добровољци основао је 3. октобра 1991. Раде Радовић, Србин са Косова и Метохије. Јединица је на почетку ратовала на дубровачком и понеретљанском ратишту. У првој години рата, јединицу је чинило 127 бораца, док је крај рата дочекало 70 бораца. Билећки добровољци су учествовали у одбрани Врањевића у оквиру напада хрватских снага у Првој Митровданској офанзиви и, неколико месеци касније, у заузимању коте 690. Божић 1994. године јединица је дочекала на оловском ратишту када заузима село Крушево у операцији Дрина. У априлу исте године, Билећки добровољци заједно са Невесињском бригадом долазе надомак Горажда у операцији Звезда, на правцу Подкозарја, Јарчишта, Самара и Зупчића. У другој половини 1994. и током 1995, јединица је ратовала на Нишићкој висоравни и на Трескавици.